# Фолмар III (Мец)
Фолмар III фон Мец (на немски: Folmar III Graf von Metz; † 1087) е граф на Мец и Хомбург в Саарланд и адвокат на „Св. Стефен“.

## Произход
Той е син на граф Готфрид фон Мец († 1051/1055). Внук е на граф Фолмар II фон Мец († сл. 1026), граф на Мец, Близгау, господар на Аманц, Люневил, основател на „Ст. Реми“ в Люневил, и Герберга фон Вердюн, дъщеря на граф Годефроа 'Стари' фон Вердюн, Бидгау и Арденес († 997). Правнук е на граф Фолмар I фон Мец-Близгау († 995/996) и Берта фон Трир († сл. 996), сестра на епископ Беренгер фон Трир († сл. 996).
През 1075/1098 г. император Хайнрих IV прави дарение на абатството в Хорнбах в графството Близгау на сина му граф Готфрид III и неговите наследници се наричат „графове фон Близкастел“.

## Фамилия
Фолмар IV фон Мец и Хомбург се жени за Юдит. Те имат децата:
- Готфрид III фон Близгау († сл. 1098), граф в Близгау през 1075/1098 г., женен за Матилда фон Люксембург († 1070)
- Фолмар IV фон Мец и Хомбург († юни 1111, манастир в Риксхайм), граф на Мец и Хомбург, адвокат на Люневил, женен за Сванхилда († пр. 1075)